# 무신론자 목록
다음은 무신론자 목록이다.

## 목록
- 게오르크 뷔흐너
- 게오르크 크리스토프 리히텐베르크
- 고어 비달
- 김유식
- 김창완[1]
- 나가르주나
- 노발리스
- 노회찬
- 놈 촘스키
- 니콜라 드 콩도르세
- 니키타 흐루쇼프
- 더글러스 애덤스
- 대니얼 대닛
- 대니얼 래드클리프
- 데모크리토스
- 데이비드 길모어
- 데이비드 모리스
- 데이비드 흄
- 드니 디드로
- 드미트리 쇼스타코비치
- 라이너스 폴링[2]
- 레너드 서스킨
- 레프 트로츠키
- 랜스 암스트롱
- 로드 스타이거
- 로저 워터스
- 로버트 루이스 스티븐스
- 로버트 올트먼
- 루트비히 뷔흐너
- 루시어스 세네카
- 루크레티우스
- 루트비히 포이어바흐
- 리누스 토르발스[3]
- 리영희
- 리처드 도킨스
- 리처드 로버츠[4]
- 리처드 슈트라우스
- 리처드 스톨먼[5]
- 리처드 파인먼[6]
- 린 마굴리스
- 니콜라이 림스키코르사코프
- 마거릿 생어
- 마리 퀴리[7]
- 마릴린 맨슨
- 마빈 민스키[8]
- 마오쩌둥
- 마이클 셔머
- 마이클 스미스
- 마크 저커버그
- 막스 셸러
- 메리 매카시
- 메리 울스턴크래프트
- 모리스 라벨
- 미셀 푸코
- 미야자키 하야오
- 미하일 고르바초프
- 미하일 바쿠닌
- 매슈 아널드
- 매슈 터너
- 배성재
- 백봉기
- 버트런드 러셀
- 버트 랭가스터
- 베네데토 크로체
- 베르나르 퐁트넬
- 변희재
- 블라디미르 레닌
- 브라이언 이노
- 브루노 바우어
- 빌리 코널리
- 사드 후작
- 사라 베르나르
- 살만 루시디
- 샘 해리스
- 수브라마니안 찬드라세카르
- 순자
- 숀 오케이시
- 스탕달
- 스탠 리
- 스탠리 큐브릭
- 스티브 워즈니악
- 스티븐 웨인버그
- 스티븐 지라드
- 스티븐 호킹
- 슬라보이 지제크
- 시몽 드 보부아르
- 신채호
- 신해철
- 샘 해리스
- 아널드 토인비
- 아르투어 쇼펜하우어
- 아마르티아 센
- 아서 클라크
- 아이작 아시모프
- 아얀 허시 알리
- 안정복
- 알랭 드 보통
- 알랭 핑커톤
- 알베르 카뮈
- 앙리 푸앵카레
- 앤젤리나 졸리
- 어니스트 헤밍웨이
- 어니스틴 로즈
- 앤드루 카네기
- 에드워드 뎀보프스키
- 에드워드 모건 포스터
- 에밀 부르트
- 옘마 골드만
- 오귀스트 콩트
- 오다 노부나가
- 오스카 니마이어
- 올리버 삭스
- 요셉 디츠겐
- 요셉 웨버
- 요하네스 브람스
- 요한 볼프강 폰 괴테
- 우디 앨런
- 웅백룡
- 요세프 매카배
- 애슐리 몬터규
- 에반 그린
- 워런 버핏
- 윌 듀란트
- 윌 라이트
- 윌리엄 고드윈
- 윌리엄 베이트슨
- 윌리엄 서머싯 몸
- 월터 크레인
- 에리히 프롬
- 옌스 페테르 야콥센
- 에릭 호퍼
- 앨런 튜링[9]
- 이언 매켈런
- 이반 투르게네프
- 이비차 라찬
- 에피쿠로스
- 이오시프 스탈린
- 이정희
- 자베르 악타르
- 장 멜리에
- 장자
- 장쩌민
- 장폴 사르트르
- 제임스 밀
- 제임스 D. 왓슨[10]
- 제이미 하이네만
- 제임스 카메론
- 자코모 레오파르디
- 조디 포스터
- 조지 그로트
- 조지 버나드 쇼
- 조지 엘리엇
- 조지 산타야나
- 조지 칼린
- 조지 클레망소
- 조지 해밀턴 스미스
- 조르주루이 르클레르 드 뷔퐁
- 존 레넌
- 존 레슬리
- 존 말코비치
- 존 매카시[11]
- 존 바스커빌
- 존 휴스턴
- 잭 니컬슨
- 제임스 랜디
- 제임스 매디슨
- 제임스 홀
- 제리 코인
- 존 스튜어트 밀
- 주세페 가리발디
- 줄리어스 엑설로드
- 줄리언 서렐 헉슬리
- 존 톨런드
- 존 허트
- 쥘리앙 라메트리
- 지그문트 프로이트[12]
- 진 로덴베리
- 진 와일더
- 찰리 채플린
- 찰스 브래들로
- 체 게바라
- 카를 마르크스
- 카를로 피사카네
- 키아누 리브스
- 캐넌 맬릭
- 캐밀 파야
- 캐빈 베이컨
- 캐서린 헵번
- 크리스토퍼 히친스
- 크세노폰
- 클래런스 대로
- 크레이그 벤터
- 클로드 섀넌[13]
- 클로드 아드리엥 엘베시우스
- 킹 다이아몬드
- 토르 헤위에르달
- 토마스 사스
- 토머스 제퍼슨
- 토머스 제퍼슨 호그
- 토머스 헨리 헉슬리
- 퍼시 비시 셸리
- 폴 디랙[14]
- 폴 포트
- 폴 하인리히 디트리히 홀바흐
- 프랜시스 크릭[15]
- 프로타고라스
- 프레더릭 딜리어스
- 프레데리크 졸리오퀴리
- 프랭크 자파
- 프리드리히 니체
- 프리드리히 엥겔스
- 프리츠 뮐러
- 피에르 로티
- 피에르루이 모페르튀이
- 피에르 시몽 라플라스
- 피에르 베르니오
- 피터 앳킨스
- 피터 싱어
- 피터 프로포트킨
- 피터 프랭클
- 피터 힉스
- 필립 풀먼
- 필립 랜돌프
- 하워드 필립스 러브크래프트
- 허먼 조지프 멀러[16]
- 헨리 루이스 멩켄
- 헨리 에드워드 로버츠
- 해럴드 크로토
- 히파티아
- RM